# Rise (canção de Jonas Blue)
"Rise" é uma canção do DJ e produtor musical britânico Jonas Blue junto com a dupla norte-americana Jack & Jack. Foi lançada em maio de 2018, através da Positiva Records e Virgin EMI Records, como 6.º dos quatorze singles do álbum de estreia Jonas Blue, Blue. "Rise" também foi incluída no álbum de estreia de Jack & Jack, A Good Friend Is Nice.
A canção alcançou a terceira posição da parada UK Singles Chart, tendo se tornado no quarto single de Jonas Blue a entrar no top 10 da parada de singles britânica. "Rise" alcançou também o n.º 1 da Dance Club Songs, da Billboard, e do top tcheco de airplay.
Em março de 2019, foi lançada uma versão da canção com uma subunidade do grupo grupo nipo-coreano Iz*One, com cinco de seus membros.
O MTV EMA de 2018 incluiu uma apresentação da canção.

## Vídeo
O videoclipe de "Rise", lançado em junho de 2018, foi filmado em Lisboa, mais concretamente no bairro da Mouraria e no skate park Terreiro dos Radicais, junto à Ponte Vasco da Gama, assim como durante a apresentação de Jonas Blue na Semana Académica de Lisboa.

## Certificações
- Austrália - tipo: platina; volume: 70 mil; ano: 2018.[7]
- Nova Zelândia - tipo: ouro; volume: 15 mil; ano: 2018.[8]
- Reino Unido - tipo: ouro; volume: 400 mil; ano: 2018.[8]